# Коррупция в Армении
Коррупция в Армении представляет собой существенную проблему для экономического и политического развития страны.  
В исчисляемом организацией Transparency International Индексе восприятия коррупции в Армения зафиксирован существенный прогресс. Наилучшей позиции Армения достигла по данным за 2020 год, когда она опередила такие страны Восточной Европы как Словакия, Хорватия, Венгрия, Болгария, Румыния, а также все страны ЕАЭС.  В 2019 году Армения показала наибольший прогресс в борьбе с коррупцией среди стран СНГ. Армения заняла первое место в мире по суммарному улучшению оценки индекса восприятия коррупции за 2019-2020 годы.

## Оценки коррупции после 2018 года
После смены правительства Армении в 2018 году расследуются многочисленные коррупционные проявления предыдущего периода. 
Ряд экспертов отмечают, что и правительство Никола Пашиняна в своей антикоррупционной стратегии упускают из виду необходимость профилактической и просветительской работы в этом направлении.
Ранее армянская пресса публиковала многочисленные материалы о богатстве семьи министра бывшего финансов, экс-главы Комитета по госдоходам Гагика Хачатряна, которое росло вместе с карьерой Хачатряна, и братья которого покупали в США недвижимость на десятки миллионов долларов. Служба национальной безопасности начала расследование по результатам этих публикаций, однако через неделю оно было закрыто. Представитель СНБ заявил, что они не обращались в США за помощью в этом деле. Также СНБ отказалось отвечать о мотивах закрытия дела. В апреле 2020 года СНБ рапортовало о раскрытии уголовного дела о даче крупной взятки в размере $22.4 млн, фигурантом которого предположительно является Гагик Хачатрян.
|      | Место (меньше→лучше) | Баллы (больше→лучше) | Количество стран в индексе |
| ---- | -------------------- | -------------------- | -------------------------- |
| 2011 | 129                  |                      | 183                        |
| 2012 | 105                  | 34                   | 174                        |
| 2013 | 94                   | 36                   | 177                        |
| 2014 | 94                   | 37                   | 174                        |
| 2015 | 95                   | 35                   | 114                        |
| 2016 | 113                  | 33                   | 176                        |
| 2017 | 107                  | 35                   | 180                        |
| 2018 | 105                  | 35                   | 180                        |
| 2019 | 77                   | 42                   | 180                        |
| 2020 | 60                   | 49                   | 180                        |
| 2021 | 59                   | 49                   | 180                        |

## Оценки коррупции в 2004-2018 годах
В марте 2004 года специальная комиссия парламента Армении по расследованию использования кредита Всемирного банка в размере 30 миллионов долларов пришла к выводу, что причиной провала программы модернизации разрушенной водной инфраструктуры Еревана стали бесхозяйственность и коррупция среди государственных чиновников и частных фирм. Всемирный банк выдал этот кредит в 1999 году с целью улучшения доступа жителей Еревана к питьевой воде. Правительство обещало обеспечить круглосуточное водоснабжение подавляющего большинства домохозяйств к 2004 году, но по состоянию на 2008 год большинство жителей города по-прежнему получают воду всего на несколько часов в день. В августе 2007 года британский инженер из Еревана Брюс Таскер, участвовавший в парламентском расследовании в качестве эксперта, публично обвинил не только армянских чиновников и бизнесменов, но и представителей Всемирного банка в Ереване в предполагаемом злоупотреблении кредитом. 
Согласно докладу Transparency International за 2014 год, укоренившаяся коррупция, отсутствие четкого разделения между частным предпринимательством и государственными должностями, а также дублирование между политической и бизнес-элитами в Армении делают реализацию антикоррупционных усилий относительно неэффективной.